# Pica (maladie)
Pour les articles homonymes, voir Pica.
 Mise en garde médicale
Le pica est un trouble du comportement alimentaire caractérisé par l'ingestion durable (pendant plus d'un mois) de substances non nutritives et non comestibles : terre, craie, sable, papier, plastique, céruse, cendre de cigarette, etc. Son nom vient du latin pica, la pie, cet oiseau étant réputé pour avoir ce comportement.
Ce comportement peut relever de la médecine et de la psychiatrie, ou de la psychologie sociale et de l'anthropologie culturelle. Il fait encore l'objet d'études socioculturelles et médicales visant à mieux comprendre l'étiologie (causes) de la maladie. Ces causes restent mal comprises et controversées. Il convient de différencier l'approche pathologique d'une approche thérapeutique ancienne et universelle qui perdure.
Le pica peut être bénin, ou au contraire mettre en jeu le pronostic vital. 

## Définitions et caractéristiques majeures
Le pica se caractérise par l'absorption d'objets ou de produits non alibiles (non nutritifs). Chez le petit enfant, il s'agit d'un comportement normal et transitoire, peu important, pouvant apparaître à partir de l'âge de 6 mois (lorsqu'il peut se tenir assis en portant ses mains à sa bouche). Il est pathologique s'il devient important, durable et persistant, au-delà de l'âge de deux ou trois ans.
Ce comportement n'est pas exclusif aux enfants, il se rencontre chez l'adulte selon l'état mental (le pica comme symptôme d'une condition psychiatrique), l'environnement (malnutrition, états de carences, état de famine), et le milieu socioculturel (croyances religieuses, alimentaires ou de santé).
Du point de vue médical, le diagnostic est établi si les symptômes durent plus d'un mois et ne peuvent être associés à une pratique culturelle observable dans l’environnement du sujet. Toutefois, l'ingestion culturelle de substances non nutritives peut concerner la médecine, s'il en résulte une pathologie digestive ou toxique.

## Types de pica
Les différents types de pica se distinguent en général par la nature des éléments ingérés. Ils sont désignés par le nom grec de l'élément suivi du suffixe -phage (phagein : manger).
La forme de pica la plus répandue, historiquement et géographiquement, et la plus étudiée, est la géophagie (ingestion de terre). C'est un phénomène quasi universel, signalé à toutes les époques, et qui consiste à ingérer de la boue, de l'argile, de la craie… ou tout autre type de terre ou minéral, pour des raisons nutritionnelles, culturelles ou psychologiques. Dans cette catégorie on trouve aussi la coniophagie (poussière) : chez le petit enfant ; chez l'adulte, pour des raisons religieuses, poussières de lieux saints ou d'objets consacrés (tombeau, relique), ainsi que la lithophagie (pierres, cailloux).
Chez le petit enfant, la plumbophagie (plomb) est un problème de santé publique. Il s'agit de l'ingestion d'écailles de peinture au plomb (céruse) se détachant des murs des habitats anciens et dégradés (cette ingestion pouvant provoquer plombémie voire saturnisme).
Chez les adolescents et jeunes adultes, la trichophagie (cheveux, laine, autres fibres) a d'abord été observée chez les jeunes filles anglophones à cheveux longs, qui mâchent leurs propres mèches. Si ce comportement persiste, les risques d'ingestion s'accumulent, et à la longue des boules de cheveux se forment dans l'estomac, causant de graves problèmes digestifs.
La plupart des autres picas sont rares (moins de cent cas publiés dans le monde) ou très rares (moins de dix cas).
Chez la femme enceinte, outre la géophagie (fréquente), on trouve des pica particuliers comme l'amylophagie (amidon). Il s'agit de l'empois d'amidon, utilisé par les blanchisseuses. Cette ingestion a été observée dans des zones rurales du sud des États-Unis, chez des femmes enceintes pour soulager leurs nausées et vomissements de grossesse, et pour faciliter l'accouchement.
L'appétit vorace ou l'ingestion exagérée, en très grande quantité, d'un seul aliment spécifique, peut être considérée comme une forme de pica : comme la géomélophagie (pommes de terre crues), la gooberphagie (cacahuètes), lectophagie (laitue, mâche).
Des picas s'observent plus particulièrement en situation de famine : foliophagie (feuilles, herbes et plantes non comestibles), xylophagie (bois : paysans faisant bouillir du bois, après le passage d'une armée vivant sur le pays).
D'autres dans des situations psychiatriques : coprophagie (matières fécales), émétophagie (vomi), acuphagie (objets pointus et tranchants) et sa variante la hyalophagie (morceaux de verre). L'hématophagie peut se manifester dans le vampirisme clinique.
Dans des contextes culturels ou traditionnels particuliers, on peut observer l'urophagie (urine, utilisée comme médicament historique), la mucophagie (mucus d'invertébrés ou de poissons). La cautopyeriophagie est l'ingestion de têtes d'allumettes brûlées ; s'en rapproche l'ingestion de cendres de cigarettes, de suies de pipe.
La pagophagie (givre, neige, glace) est un terme inventé par un médecin de l'U.S Air Force ; mâcher ou sucer de la glace serait aussi un moyen de perdre du poids ou d'arrêter de fumer. S'en rapproche la consommation d'aliments encore en état de surgelés (observée chez la femme enceinte).

## Histoire

### Antiquité et Moyen-Âge

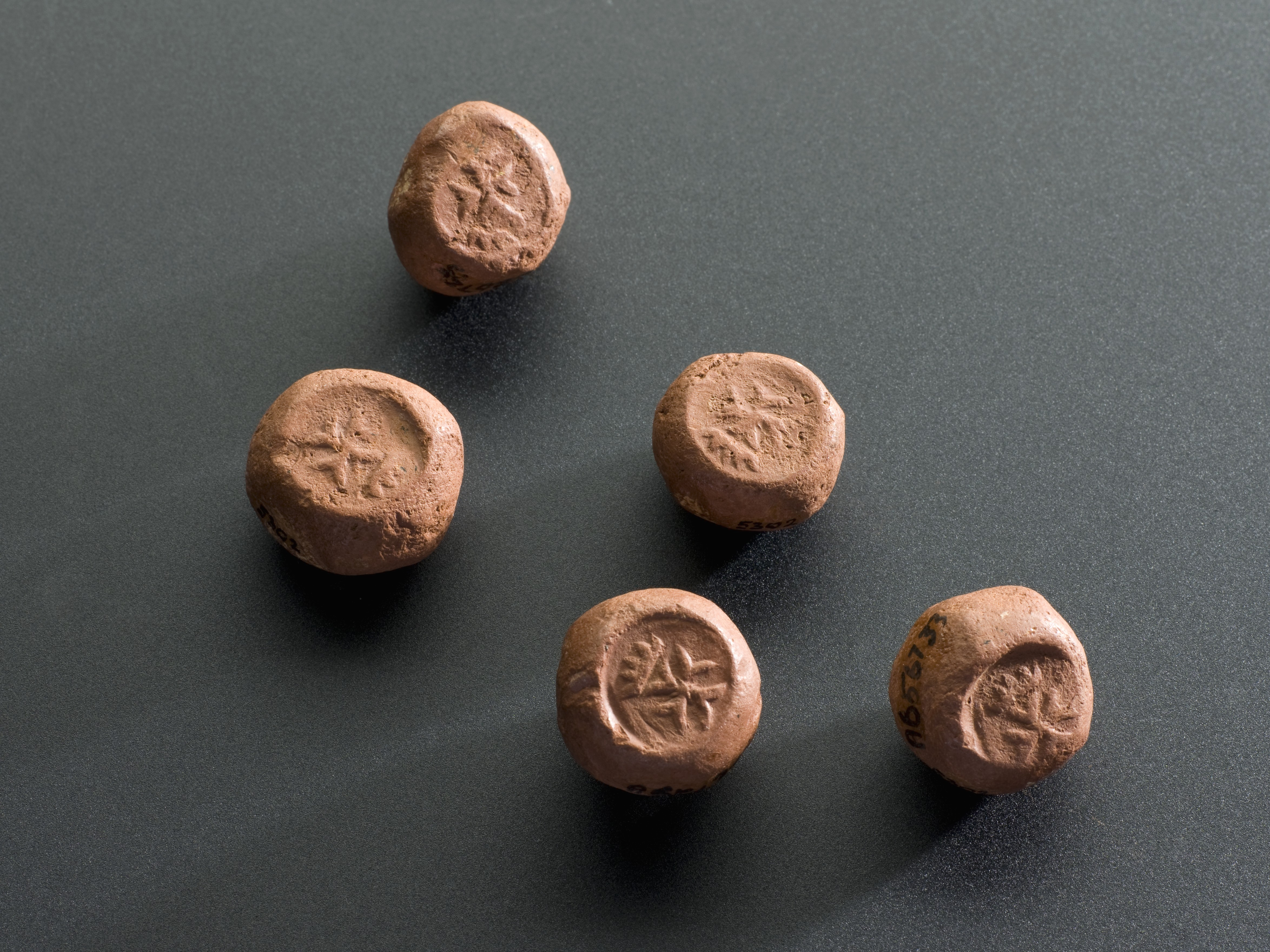
Cinq «comprimés» de terra sigillata (argile rouge provenant de lieux sacrés) portant leur sceau d'authenticité (Europe, 1401-1800).

Le pica est connu depuis l'antiquité. Aristote et Socrate mentionnent la pratique de manger de la terre, celle des lieux consacrés étant réputée comme remède universel. L'argile des îles grecques, comme Samos, Chios, ou Lemnos, était importée à Rome pour servir de contre-poison, soigner les femmes enceintes et faciliter l'accouchement. Elle se présentait sous forme de petites tablettes à ingérer, dites terra sigillata, portant les marques de la déesse Artémis ou Diane.
Pline l'Ancien indique que des habitants de Campanie ajoutent de la craie blanche dans leur bouillie pour lui donner couleur et texture, et que dans une région d'Afrique du nord, c'est du gypse qui est utilisé.
Au VIe siècle apr. J.C. Ǽtios d'Amida parle du pica des femmes enceintes comme une déviation de l'appétit en proposant comme remèdes : fruits frais, légumes et exercices. Avicenne mentionne le pica des jeunes garçons en proposant, si nécessaire, la prison comme remède. Il est plus doux avec les femmes enceintes qu'il ne faut pas contrarier dans leur appétit : il utilise comme remède des préparations à base de fer, comme la limaille de fer dans du vin. Trotula de Salerne fait de même : si une femme enceinte éprouve le besoin d'argile, de craie ou de charbon, il faut lui en donner dans une bouillie avec du miel.
Des médecins médiévaux attribuent le pica soit à une mauvaise nourriture (consommer tard les restes d'un repas), soit à une faiblesse de l'esprit expliquant alors la plus grande fréquence chez les femmes et les enfants.
Au début du Moyen-Âge, les terra sigillata, bénies par les moines et portant des symboles chrétiens, sont toujours ingérées comme médicaments dans toute l'Europe occidentale, ce qui vaut jusqu'au XVIIIe siècle. On les utilisait écrasées en poudre, dans un liquide à avaler, ou dans une pâte à enduire sur le corps, contre de nombreuses maladies.

### Période classique

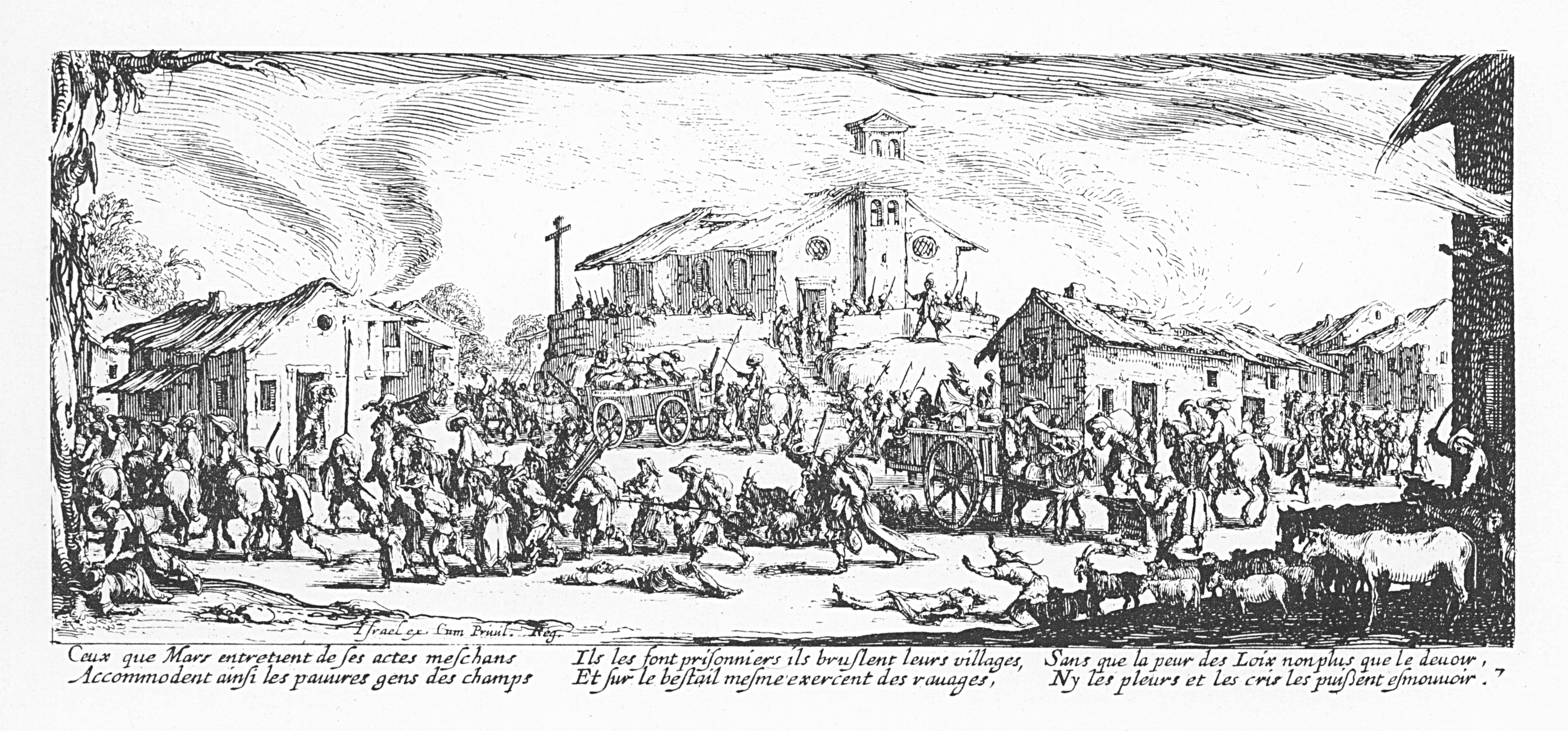
Pillage d'un village, gravure de Jacques Callot, 1633

Des descriptions détaillées de famine montrent des comportements de pica, notamment en Chine, où l'on consomme de l'argile de différents types et couleurs en l'absence de riz. Durant la famine de 1640, dans la province actuelle du Hunan, on faisait bouillir des chaussures, du cuir et du bois. À la même période, le même comportement s'observe en Europe centrale lors des guerres de Trente Ans et celle de succession d'Autriche, où les armées ravagent les campagnes pour s'emparer des nourritures et provisions. Les paysans confectionnent alors une pâte à pain avec de la terre poudreuse pour la faire cuire.
À partir du XVIe siècle, une nouvelle forme de pica est décrite en Europe occidentale, touchant plus particulièrement les jeunes filles. Elle consiste à ingérer du charbon, de la chaux, ou de la craie dans du vinaigre, pour obtenir une apparence ou un teint de peau désiré. Cette situation est associée à un état, appelé par les contemporains, « chlorose des jeunes filles » ou « maladie verte », maladie qui sera décrite jusqu'au XIXe siècle. Le débat historique sur les rapports entre pica des jeunes filles et chlorose préfigure le débat, toujours en cours au début du XXIe siècle, sur les rapports entre pica et carence en fer . Les discussions portent sur ce qui est cause ou effet, et sur ce qui relève du biologique ou du psychosocial.

### Période moderne
Les explorateurs européens, comme Alexander von Humboldt ou David Livingstone, découvrent que le pica existe aussi chez les Amérindiens et en Afrique. En Amérique du sud, les Indiens Otomacs de l'Orénoque consomment l'argile riche en fer du fleuve lors des crues, et ceux du Pérou mêlent de la chaux ou du charbon aux feuilles de coca pour en accélérer son absorption, dans le cas du mal aigu des montagnes par exemple (puña), les deux n'étant pas de la simple terre mais des réactifs chimiques. En Afrique centrale, dans quelques tribus, l'ingestion d'argile se trouve aussi chez les femmes enceintes et chez les hommes de toutes conditions. De même en Inde, où l'argile serait plutôt utilisée comme médecine traditionnelle contre les troubles digestifs. Dans ces cas il ne s'agit donc pas de comportement pathologique.
Le pica des esclaves noirs aux Amériques a été particulièrement étudié par des médecins américains et britanniques, sous le terme de « cachexia africana ». Dans cette situation, l'ingestion de terre, de lin, ou de coton, entraîne rapidement des douleurs gastriques et des troubles respiratoires, la mort survient en 2 ou 3 mois. L'affection devient une importante cause de mortalité chez les esclaves, en particulier dans les Antilles britanniques, elle existe aussi au Brésil et dans le Sud des États-Unis.
Les propriétaires d'esclaves utilisent tous les moyens, thérapeutiques ou punitifs, pour empêcher ce pica, y compris en imposant le port d'une muselière. En 1843, John Imray (en) note que, depuis l'abolition de l'esclavage aux Antilles britanniques, le pica se fait plus rare. Il est convaincu que l'amélioration des conditions de vie est suffisante pour guérir la géophagie. Au XXe siècle, d'autres auteurs estiment que cette géophagie et l'ingestion d'immondices est due à un état dépressif (conditions de détention, privations de liberté), voire une conduite délibérée de suicide lent. Il existe aussi d'autres explications : la géophagie moderne des afro-américains provient d'une géophagie africaine ancienne par diffusion culturelle, l'ingestion d'argile faisant partie des médecines traditionnelles africaines,.
De même, des facteurs psychosociaux ou culturels seraient en jeu dans la géophagie moderne des femmes aborigènes d'Australie. En perdant sa fonction de médecine traditionnelle (notamment pour les femmes enceintes) du fait de la médicalisation moderne, le pica devient une forme de protestation identitaire des femmes, réduites à une existence sédentaire, alors qu'elles avaient un rôle plus important en tant que femmes nomades de chasseurs-cueilleurs.
Où est l'eau et la nourriture racontée par nos anciens ? chant aborigène du peuple Noongar :

## Épidémiologie
La fréquence du pica est mal connue, elle est très variable selon les pays et les groupes sociaux. Le pica, et plus particulièrement la géophagie, sont plus fréquents en Afrique, au Moyen-Orient, en Australie et Nouvelle-Zélande, en Amérique du sud, et dans des zones rurales d'Amérique du Nord.
Dans ces pays, la géophagie peut être une coutume ancestrale (croyances, rites, médecine traditionnelle, utilisation comme additif alimentaire…). La terre, notamment l'argile, sont réputées calmer les vomissements de la grossesse, et les accidents de l'accouchement. Ce pica renvoie aussi au goût alimentaire des femmes enceintes qu'il ne faut pas contrarier, notion que l'on retrouve partout. Ici le pica est très dépendant du contexte socioculturel, car la notion de ce qui est comestible ou pas varie selon les cultures et les pays.
Dans les pays développés, le pica est plus rare, il peut se voir chez les malades mentaux, et les petits enfants des milieux défavorisés.
Aux États-Unis, le pica des femmes enceintes en zones rurales serait deux fois plus fréquent qu'en zones urbaines, quatre fois plus chez les Noires que chez les Blanches, et six fois plus chez celles qui ont eu un pica dans l'enfance que chez celles qui n'en ont pas eu. D'autres auteurs estiment que ces études présentent un biais, par un manque d'études spécifiques chez les femmes enceintes blanches à hauts revenus.

## Physiopathologie
La géophagie peut apparaître, ou être favorisée par la malnutrition, notamment les carences en fer et en zinc, le fer et le zinc jouant un rôle dans la régulation de l'appétit. La géophagie peut aggraver ces carences en diminuant l'absorption du fer et du zinc, d'où l'établissement d'un cercle vicieux. D'un autre côté des études montrent des rééquilibrages en minéraux par des pratiques analogues menées par certaines populations,.
Dans les cas pathologiques, l'hypothèse nutritionnelle met ainsi l'accent sur les structures cérébrales réglant l'appétit. Une carence en zinc ou en fer déclencherait un appétit spécifique ; le pica serait alors une tentative, vouée à l'échec, de rétablir un équilibre nutritionnel. Pour d'autres, cette hypothèse reste insuffisante : le plus souvent, la substance désirée lors d'un pica ne correspond pas à la carence réelle lorsqu'elle existe ; les carences observées ne sont pas la cause, mais la conséquence d'une pica. 
La pharmacologie accorde néanmoins une valeur médicinale à certains pica géophages, ce qui a fait l'objet de plusieurs thèses dont celle de Jade Allègre. L'ingestion ou le mâchonnement d'argile et de minéraux aide à soulager les nausées, contrôler les diarrhées, augmenter la salivation, à modifier l'odorat et le goût durant la grossesse. En médecine moderne, au début du XXIe siècle, les médicaments appelés « pansements gastro-intestinaux » sont toujours utilisés, notamment ceux à base de kaolin. Il en va de même pour ceux à base de smectite, une argile verte : le Smecta est d'un usage tres répandu dans les familles (classes A07 - anti-diarrhéiques, anti-inflammatoires et anti-infectieux intestinaux et A07b - adsorbants intestinaux, du Vidal). Idem de l'attapulgite.
Les propriétés absorbantes de l'argile sont alors pleinement reconnues et font l'objet d'une mise en garde sur la nécessité de respecter un délai minimum de 2heures avant l'ingestion de médicaments (voire 4h dans le cas de certains antibiotiques). C'est cette propriété qui a été utilisée par le docteur Jean-Christophe Charrié à Madagascar en 2000 pour lutter contre l'épidémie de choléra alors que le vibrion résistait à la Doxycycline.
Selon certains, l'utilisation d'argile proviendrait de la révolution agricole du néolithique, lors des premiers essais de domestication des plantes. Les propriétés absorbantes de l'argile auraient permis de réduire les substances toxiques de certaines espèces sauvages à domestiquer. Ce qui expliquerait la connaissance de l'effet « anti-poison » de l'argile dans l'Antiquité démontré depuis. On notera toutefois que ces utilisations sont avérées dès le paléolithique.
Une autre explication plus simple est donnée par l'observation des animaux géophages : de nombreux animaux se supplémentent en minéraux en léchant ou en consommant parois et détritiques. Cette pratique est sans âge et universelle tant dans la nature que dans les élevages : des pierres à sel sont ainsi disposées dans les champs à destination des animaux. Dans les stabulations, les minéraux sont intégrés à la ration de fourrage. L'homme pourrait avoir acquis cette pratique soit en observant ceux-ci, soit de lui même à l'instar des autres animaux. 
Il convient donc de bien différencier l'approche pathologique d'une approche thérapeutique avérée, même traditionnelle ou  empirique.

## Approches psychosociales et culturelles
Le pica des enfants serait lié à la malnutrition et au défaut d'éducation (non-apprentissage ou incompréhension des tabous alimentaires appartenant à une culture),.
Il existe deux points de vue. Le point de vue majoritaire est de considérer le pica comme un comportement pathologique, lié à des conditions de vie primitives, rurales ou précaires, survenant surtout chez les enfants, les femmes enceintes, et les handicapés mentaux. Un autre point de vue est de reconnaitre l'importance médicinale et culturelle de la géophagie dans le contexte des sociétés non industrielles.
Selon Margaret J. Weinberger, un domaine inexploré est le rapprochement du pica, plus particulièrement de la pagophagie (mâchage de glaçons), avec une pratique plus souvent masculine comme le mâchonnement (chewing-gum, tabac à chiquer, pipes et cigares, cure-dents, noix de bétel, etc.) dans l'ensemble des satisfactions orales.

## Troubles associés
Rare dans les pays développés, le pica est inclus dans les troubles du comportement alimentaire dans les classifications internationales, comme la CIM-11.
Dans le DSM-5 de l’American Psychiatric Association (APA), le pica est distingué entre celui de l'enfant et celui de l'adulte. Si le pica survient dans le contexte d'un autre trouble mental (par exemple retard mental, trouble du spectre de l'autisme, schizophrénie...) ou d'une affection médicale (y compris la grossesse), il peut justifier à lui seul une prise en charge clinique.
Certains adultes (handicapés mentaux en général) ingèrent volontairement de la cendre de cigarette, voire présentent une addiction à cette consommation, ce qui peut être source d'intoxication grave par la nicotine, et probablement être source de cancers ou d'autres maladies dues aux composés toxiques du mégot.
Chez le tout petit enfant, la mise à la bouche, le mâchonnement et même l'ingestion de substances non comestibles, est un état physiologique (normal), transitoire et peu important. Il est pathologique s'il persiste en devenant important. C'est le cas des petits enfants en logement dégradé, dont les anciennes peintures à base de céruse s'écaillent des murs. L'enfant s'intoxique au plomb (saturnisme) en ingérant ces débris de peinture. Ce comportement est favorisé par le goût sucré de l'oxyde de plomb. Dans ce cas, le dépistage se fait par dosage de la plombémie sanguine. Des copeaux de peinture peuvent être repérés sur une radiographie de l'abdomen.

## Évolution
Le diagnostic de pica devrait être fait par l'interrogatoire, mais le trouble est parfois plus ou moins ignoré ou plus ou moins dissimulé par la personne ou son entourage.
Le pica évolue vers une anémie avec carence en fer et en vitamine B12, longtemps bien supportée car ancienne et progressive. Chez l'enfant, il existe un retard de croissance et de puberté. Outre les troubles de la dentition (abrasions dentaires), les troubles digestifs sont fréquents, dans les cas les plus graves, on peut observer des occlusions ou des perforations. L'ingestion de terre souillée par des œufs de parasite, peut entraîner des maladies parasitaires comme la toxocarose, l'ankylostomose, etc.

## Traitement
Le pica est une affection rare, généralement non chronique, qui disparaît le plus souvent sans intervention médicale chez le petit enfant et la femme enceinte, mais qui peut durer des années et qui laisse fortement présager une maladie de type boulimie à l’adolescence. Les formes chroniques les plus graves se retrouvent chez les sujets handicapés mentaux.
Il est traité par la psychothérapie associée à une modification de l'environnement, et à une prise en charge médicale pour le dépistage et le traitement d'éventuelles complications.
Comme dans tous les troubles du comportement alimentaire, le suivi est pluridisciplinaire (médecin, psychologue, diététicien, travailleur social…),.

### Prévention
La prévention primaire consiste à identifier les populations à risques, comme les femmes enceintes d'une part et d'autre part, les petits enfants vivant en vieil habitat dégradé (présence de peinture au plomb). Des mesures sont à prendre pour diminuer l'exposition ou l'accès à la substance désirée non comestible, en proposant des substituts appropriés à texture similaire.
L'éducation du patient, et de ses parents, est vitale pour s'assurer que le comportement de pica ne sera pas poursuivi. De même, il est important pour les soignants de comprendre les patients : avant d'écarter la substance en cause de l'environnement immédiat, il est important d'évaluer les croyances et traditions culturelles qui sous-tendent un comportement de pica.

### Moyens médicaux
Lorsqu'un déficit en nutriment est identifié, il faut apporter une supplémentation correspondante (fer, zinc, etc.). Il n’existe pas de traitements médicamenteux dont la fiabilité est établie : l'utilisation d'antipsychotiques pour réduire des comportements de pica a été tentée, mais avec des risques d'effets secondaires trop importants.
Les éventuelles complications toxiques ou digestives du pica relèvent d'une prise en charge médico-chirurgicale.

### Psychothérapies
Des études récentes dans le domaine comportemental laissent de réels espoirs. Les thérapies comportementales et par aversion peuvent être efficaces, surtout chez les handicapés mentaux. Les techniques de modification du comportement aident les personnes à se défaire des comportements indésirables tout en apprenant des comportements souhaitables (se diriger vers d'autres activités),.
Différentes formes de thérapies, telles que la thérapie familiale et la thérapie systémique, peuvent être utilisées selon les besoins du patient.

## Œuvres et bibliographie
Le film Swallow, sorti en 2019, a pour personnage principal une femme qui développe un pica.
Dans la saison 2 de Stat, série télévisée québécoise, une patiente de l'hôpital est atteinte d'un pica et avale plusieurs objets de métal.